# Jerzy Brzozowski (muzealnik)
Jerzy Brzozowski (ur. 30 grudnia 1961 w Łapach) – polski archeolog, działacz kulturalny i muzealnik, doktor nauk humanistycznych. Od 1998 dyrektor Muzeum Okręgowego w Suwałkach.

## Życiorys
Absolwent Katedry Archeologii na Uniwersytecie Marii Curie-Skłodowskiej w Lublinie (1985). Po studiach podjął pracę jako asystent w Dziale Archeologii w Muzeum Okręgowym w Suwałkach. W 1998 został powołany na stanowisko dyrektora które pełni do dziś. Jest autorem i współautorem ponad 50 publikacji z dziedziny archeologii i muzealnictwa; kierował kilkunastoma ekspedycjami archeologicznymi na terenie Suwalszczyzny i Mazur. W 2020 został powołany (bez konkursu) przez prezydenta Suwałk Czesława Renkiewicza na kolejną 7-letnią kadencję dyrektora Muzeum Okręgowego w Suwałkach za zgodą Ministra Kultury, Dziedzictwa Narodowego i Sportu prof. Piotra Glińskiego.

## Nagrody i odznaczenia
- Nagroda Generalnego Konserwatora Zabytków
- Nagroda Marszałka Województwa Podlaskiego
- Nagroda Prezydenta Miasta Suwałk
- Odznaka honorowa „Zasłużony dla Kultury Polskiej”[4]
- Srebrny Krzyż Zasługi (2022)[5]
- Brązowy Krzyż Zasługi (2015)[6]